# Тишко Ходкевич Кореневський
Тишко Ходкевич Кореневський (ст.-укр. пан Тишко Ходыкович Корєнєвский; пом. після 1466) — руський боярин ВКЛ, дворянин господарський вел. кн. Казимира Ягеллончика.     
Про його походження відомо хіба те, що від батька Тишко успадкував село Кореневе, розташоване коло Кам'янця на Берестейщині (польський історик Адам Бонецький хибно вважав його сином Ходька Юрійовича).     
10 грудня 1454 р. одержав великокняже пожалування — 7 пустих дворищ («степановських селищ») у Кам'янецькій волості. Мав брата Олександра, що в 1461 продав йому 4 «чоловіки» і 3 пустих жереб'я, — надання вел. кн. Сигізмунда Кейстутовича.       
Загинув від руки Юрія Пацевича, залишивши по собі 4 синів: Петра, Івашка, Можейка й Патея (Потія) (прадіда 2-го київського унійного митрополита).     